# Pendulum (гурт)
Pendulum ['pendj(ə)ləm] — австралійський музичний гурт, що виконує драм-енд-бейс. Створений 2002 року в місті Перт, що на заході Австралії продюсером Робом Свайром, Гаретом МакГріленом і Полом Хардінгом. Роб і Гарет також заснували електро-хауз дует Knife Party.  Група відрізняється характерним звуком, змішуючи хард-рок з електронною музикою, а також розробками, для покриття ширшого спектра жанрів. Свайр та МакГрілен були членами метал гурту, відомого як Xygen. Почувши в клубі трек гурту Konflict під назвою «Messiah» вони вирішили виконувати музикі в стилі drum'n'bass.  Вони заснували Pendulum з ді-джеєм Полом Хардінгом, який був ветераном drum'n'bass сцени. 2003 року гурт переїхав до Великої Британії. У той час як їх перший альбом Hold Your Colour повністю належить до стилю drum'n'bass, Pendulum відтоді експериментували зі змішуванням інших жанрів у своїх роботах, що можна почути на In Silico та Immersion. У серпні 2013 року, Свайр оголосив, що новий альбом може вийти близько 2014 року.

## Історія колективу

### Hold Your Colour (2004–2007)
У 2005 році Pendulum випускають свій дебютний альбом, який стає одним із найуспішніших у стилі Drum'n'Bass. Продаж альбому лише у Великій Британії склав 225 000 тис. копій. Сам альбом зайняв 29 позицію у UK Albums Chart.
У 2007 році альбом був перевиданий, y нього увійшли дві нові композиції. Два сингли «Another Planet» і «Still Grey» були замінені на «Blood Sugar» і «Axle Grinder».

### In Silico (2007–2009)
Другий студійний альбом гурту вийшов у травні 2008 року. Альбом є міксом драм'н'басу, Альтернативного Року і Хард Року. Першим синглом став трек «Granite». У підтримку свого альбому Pendulum відіграв на багатьох європейських концертах, і проводить перший тур по Північній Америці. 2009 року вони випускають DVD із фестивалю який пройшов у Brixton Academy.
Сам альбом дістався другої позиції у UK Albums Chart.

### Immersion (2009–2011)

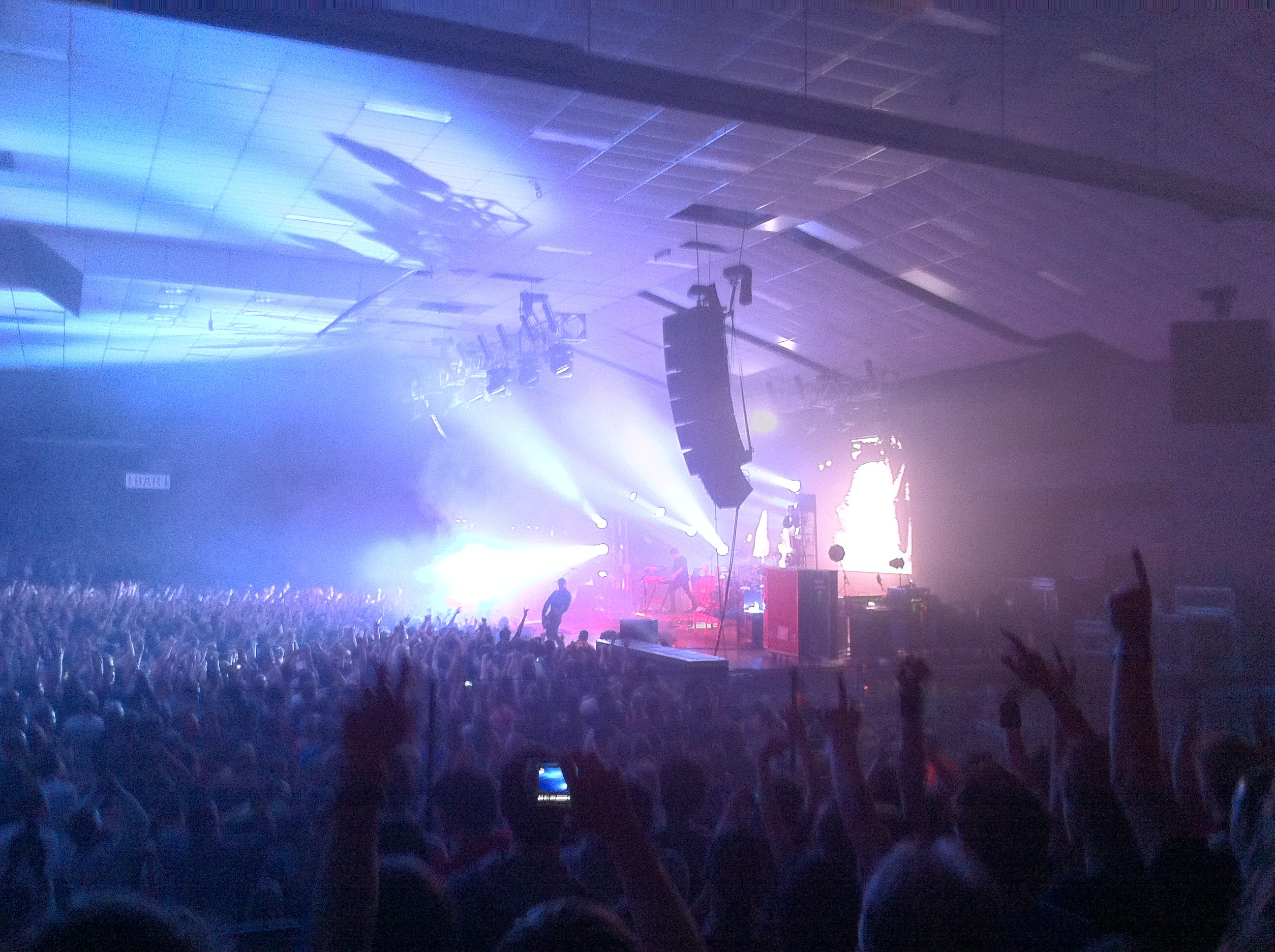
Виступ у Мельбурні, 2010

Під час ще одного гастролювання Європою у грудні 2009 році гурт оголошує що він працює над третім студійним альбомом, який має назву «Immersion». Pendulum також заявив те, що гастролюватиме у травні 2010 року. Згодом стала відома точна дата виходу альбому — 24 травня.
«Salt In The Wounds», трек із нового альбому, був прокручений на Zane Lowe's Hottest Record In The World на BBC Radio 1 25 січня 2010 року. Також на шоу Zane Lowe's, було оголошено те, що він хоче приєднатися до групи і що першим синглом з нового альбому стане «Watercolour». «Watercolour» появився вперше у ефірі на шоу Zane Lowe's BBC Radio 1 8 березня 2010 року, а саме відео було реалізовано 31 березня. 1 квітня була представлена нова відео-робота колективу, цього разу на трек «Salt In The Wounds». Це відео мало 360 градусів, і глядач міг крутити його. Шість літер були приховані у відео, і той хто їх знайшов міг ввести спеціальний код і завантажити композицію «Salt In The Wounds» безкоштовно.
Наступним синглом став трек «Witchcraft». Третім синглом стає «The Island» яка досягла 41 позиції на UK Top 40. Роб Свайр заявив те, що досяг би більшого успіху якби випустив композицію під назвою «Ransom», яка стала одною із улюблених серед фанів. Але сама композиція була пошкоджена і Свайр не буде її відновлювати, і випускати.
Четвертим синглом із альбому стає трек «Crush», що вийшов у січні 2011 року.
Пісня гурту Witchcraft була видана в збірці благочинної організації Music for Relief Download to Donate: Tsunami Relief для допомоги постраждалим від Тохокуського землетрусу 2011 року.

## Учасники
Попри те, що гурт вже не дає живих концертів, Свайр повідомив що заплановано новий альбом. Пол і Бен далі виступають ді-джей сетами.
Теперішній склад
- Роб Свайр — вокал, синтезатор (2002-до тепер)
- Гарет МакГрілан — бас-гітара, бек вокал, ді-джей (2002-до тепер)
- Пол «El Hornet» Хардінг — ді-джей (2002-до тепер)
- Бен Моунт — MC (2006-до тепер)
- Передур ап Гвинет — гітара (2006-до тепер)
- Кевін Савка — ударні (2009-до тепер)

Колишні учасники
- Пол Кодіш — ударні (2006–2009)

Хронологія

## Дискографія
Студійні альбоми
- Hold Your Colour — 2005
- In Silico — 2008
- Immersion — 2010

## Сингли
| Рік                                                                | Пісня                                | Позиція в чарті | Позиція в чарті | Позиція в чарті | Позиція в чарті | Позиція в чарті | Позиція в чарті | Альбом           |
| Рік                                                                | Пісня                                | UK              | AUS             | CAN             | FIN D/L         | NZ              | US Alt.         | Альбом           |
| ------------------------------------------------------------------ | ------------------------------------ | --------------- | --------------- | --------------- | --------------- | --------------- | --------------- | ---------------- |
| 2003                                                               | «Spiral» / «Ulterior Motive»         | —               | —               | —               | —               | —               | —               | Без альбому      |
| 2004                                                               | «Another Planet» / «Voyager»         | 46              | —               | —               | —               | —               | —               | Hold Your Colour |
| 2004                                                               | «Back 2 You» / «Still Grey»          | —               | —               | —               | —               | —               | —               | Hold Your Colour |
| 2005                                                               | «Tarantula» / «Fasten Your Seatbelt» | 60              | —               | —               | —               | —               | —               | Hold Your Colour |
| 2005                                                               | «Slam» / «Out Here»                  | 34              | —               | —               | —               | —               | —               | Hold Your Colour |
| 2006                                                               | «Hold Your Colour» / «Streamline»    | —               | —               | —               | —               | —               | —               | Hold Your Colour |
| 2007                                                               | «Blood Sugar» / «Axle Grinder»       | 62              | —               | —               | —               | —               | —               | Hold Your Colour |
| 2007                                                               | «Granite»                            | 29              | —               | —               | —               | —               | —               | In Silico        |
| 2008                                                               | «Propane Nightmares»                 | 9               | —               | —               | —               | —               | 38              | In Silico        |
| 2008                                                               | «The Other Side»                     | 54              | —               | —               | —               | —               | —               | In Silico        |
| 2009                                                               | «Showdown»                           | —               | —               | —               | —               | —               | —               | In Silico        |
| 2010                                                               | «Watercolour»                        | 4               | 37              | 62              | 23              | 37              | —               | Immersion        |
| 2010                                                               | «Witchcraft»                         | 29              | 56              | —               | —               | —               | —               | Immersion        |
| 2010                                                               | «The Island»                         | 41              | —               | —               | 27              | —               | —               | Immersion        |
| 2011                                                               | «Crush»                              | 92              | —               | —               | —               | —               | —               | Immersion        |
| 2011                                                               | «Ransom»                             | 193             | —               | —               | —               | —               | —               | Без альбому      |
| «—» позначає релізи, що не попали в чарт чи виходили в цій країні. |                                      |                 |                 |                 |                 |                 |                 |                  |